# Chacalapa 1.ª Sección
Chacalapa 1.ª Sección es una ranchería del municipio de Jalpa de Méndez ubicado en la subregión centro del estado mexicano de Tabasco.

## Geografía
La localidad de Chacalapa 1.ª Sección se sitúa en las coordenadas geográficas 18°09′03″N 93°06′29″O / 18.150833, -93.108056, a una elevación de 6 metros sobre el nivel del mar.

## Demografía
Según el Conteo de Población y Vivienda 2020, efectuado por el Instituto Nacional de Estadística y Geografía, la localidad de Chacalapa 1.ª Sección tiene 1,781 habitantes, de los cuales 887 son del sexo masculino y 894 del sexo femenino. Su tasa de fecundidad es de 2.16 hijos por mujer y tiene 479 viviendas particulares habitadas.
| Gráfica de evolución demográfica de Chacalapa 1.ª Sección entre 1900 y 2020 |
|                                                                             |
| INEGI.                                                                      |